# Riserva naturale Montagna di Torricchio
La riserva naturale Montagna di Torricchio è un'area naturale protetta situata nei comuni di Monte Cavallo e Pieve Torina, in provincia di Macerata e che il Consiglio d'Europa ha elevato a riserva biogenetica.

## Territorio
Si tratta di un'area inserita nella val di Tazza, affluente del fiume Chienti, tra le pendici del Monte Fema, Monte Cetrognola e Monte Torricchio ad una altitudine che va da 820 metri s.l.m. a 1491 metri. È un'area isolata, distante dai grandi centri abitati e priva di popolazione residente, che ricade quasi totalmente nel comune di Pieve Torina e per circa 2 ettari in quello di Monte Cavallo. La val di Tazza ha costituito, nei secoli, una fonte di legname per i paesi della vallata. Di costruito vi si trova un tabernacolo ed un casale chiamato "Casale Piscini", attrezzato con la strumentazione dell'Università di Camerino che gestisce la Riserva.

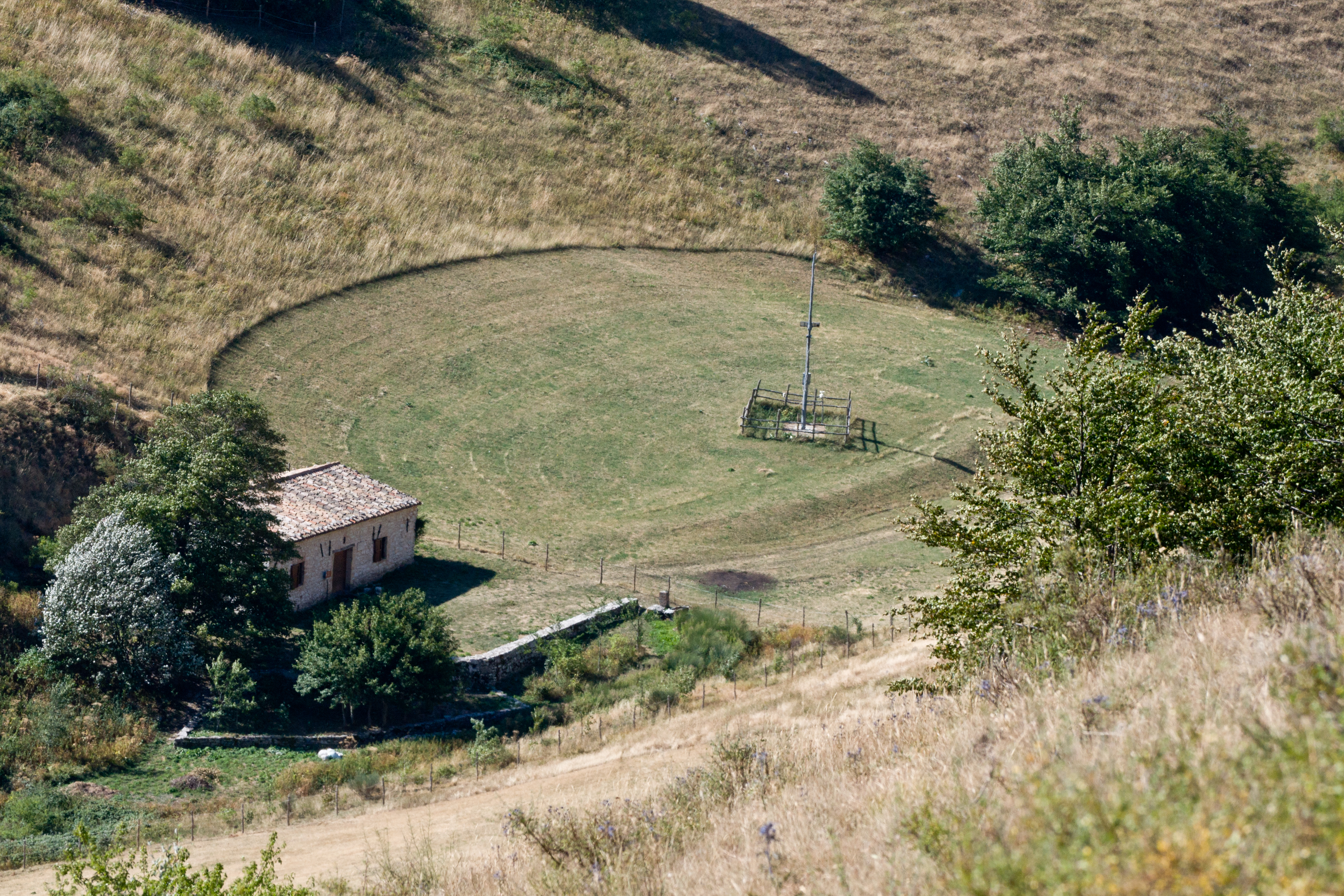
Casale Piscini
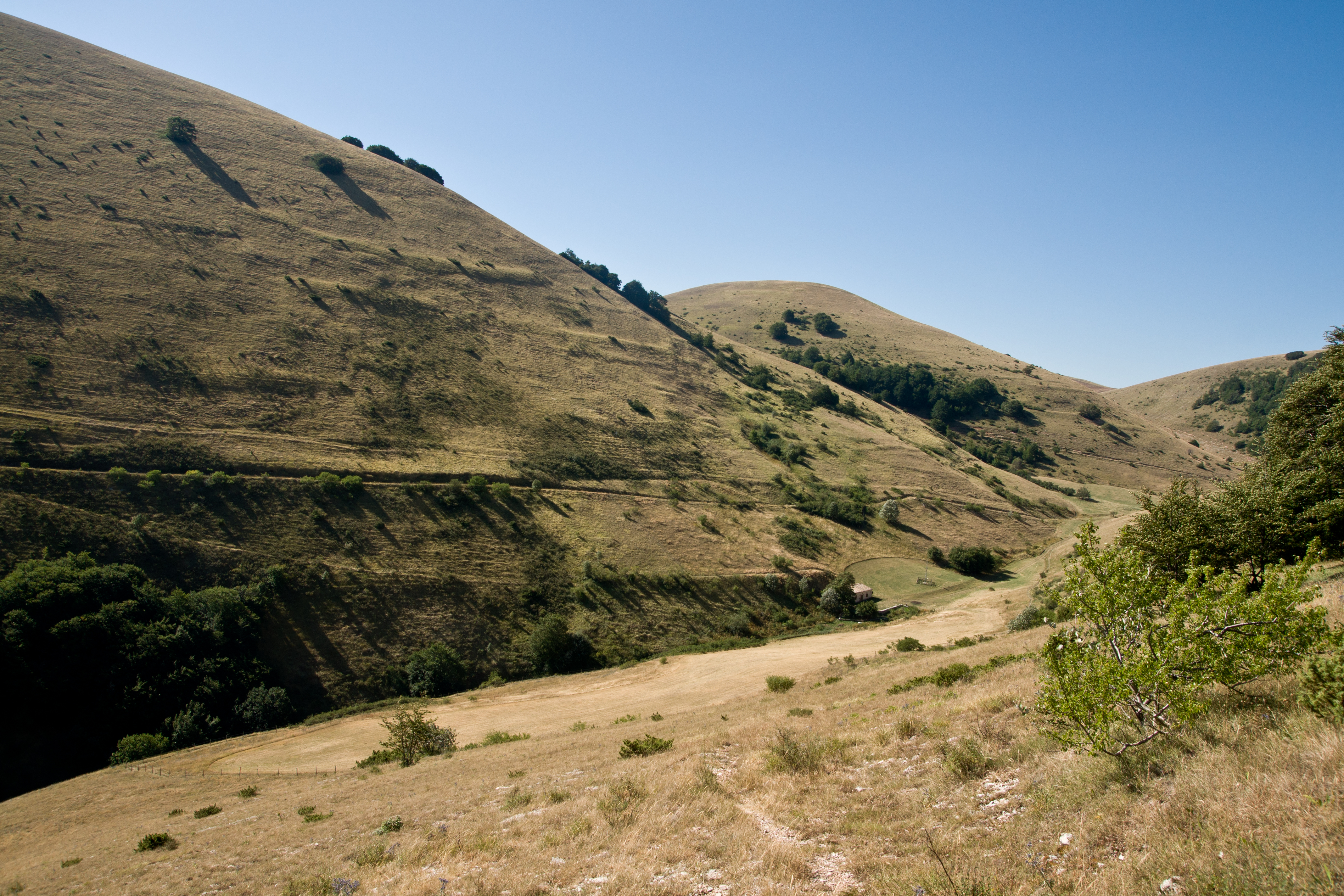
Casale e monte Fema
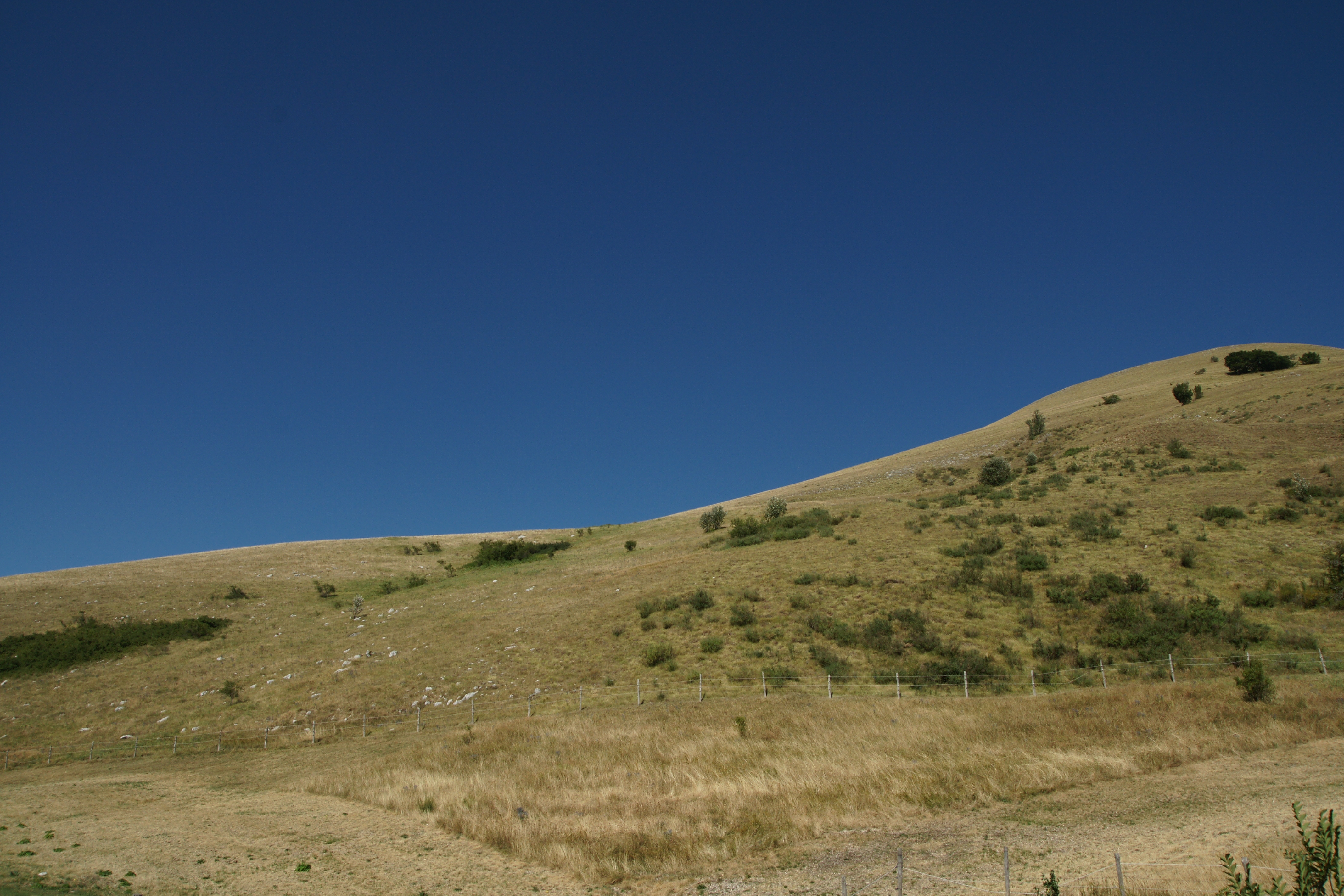
Monte Cetrognola

### Ripartizione del parco
Per un totale di 317,1312 ettari abbiamo questa suddivisione:
- Pascolo - 203,7762 ha
- Prato - 12,8980 ha
- Pascolo cespugliato - 13,6350 ha
- Bosco - 86,5140 ha
- Incolti stradali - 0,3080 ha

## Flora
L'elenco floristico è costituito da 789 taxa specifici e subspecifici appartenenti a 81 famiglie e 352 generi.
Le famiglie più rappresentate sono Asteraceae (112 taxa), Poaceae (73 taxa), Fabaceae (66 taxa), Rosaceae (40 taxa), Lamiaceae (39 taxa), Caryophyllaceae (37 taxa) e Brassicaceae (36 taxa). I generi più ricchi sono Trifolium (18 taxa) e Hieracium (14 taxa), Carex, Galium, Poa e Ranunculus (10 taxa) e Cerastium (9 taxa).
Tra le numerose specie notevoli ritroviamo Fritillaria montana  Hoppe ex W.D.J.Koch.

## Fauna
In val di Tazza, uno degli elementi più importanti della riserva, sono stati avvistati lupi, orso, istrice, gatto selvatico.

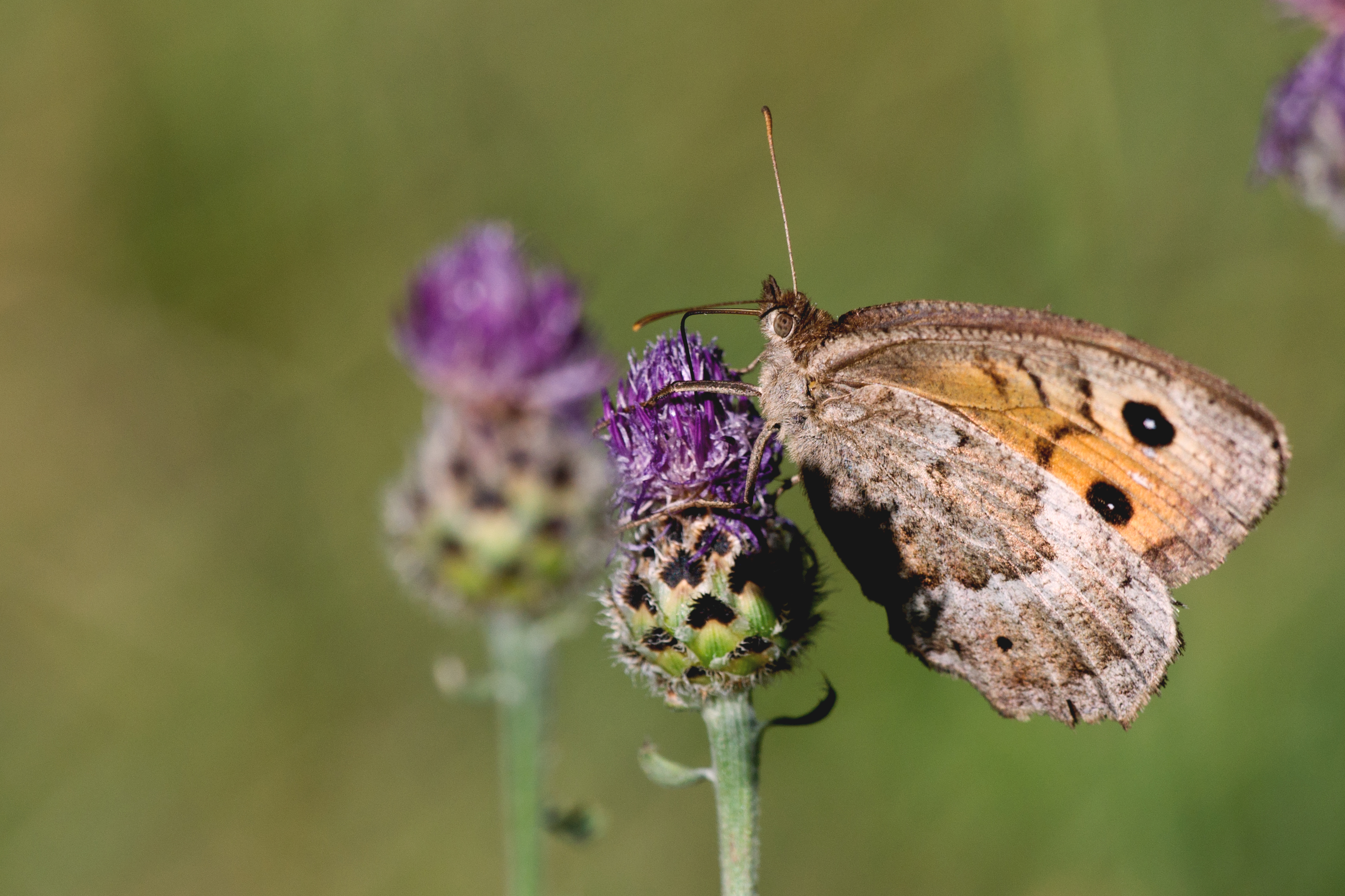
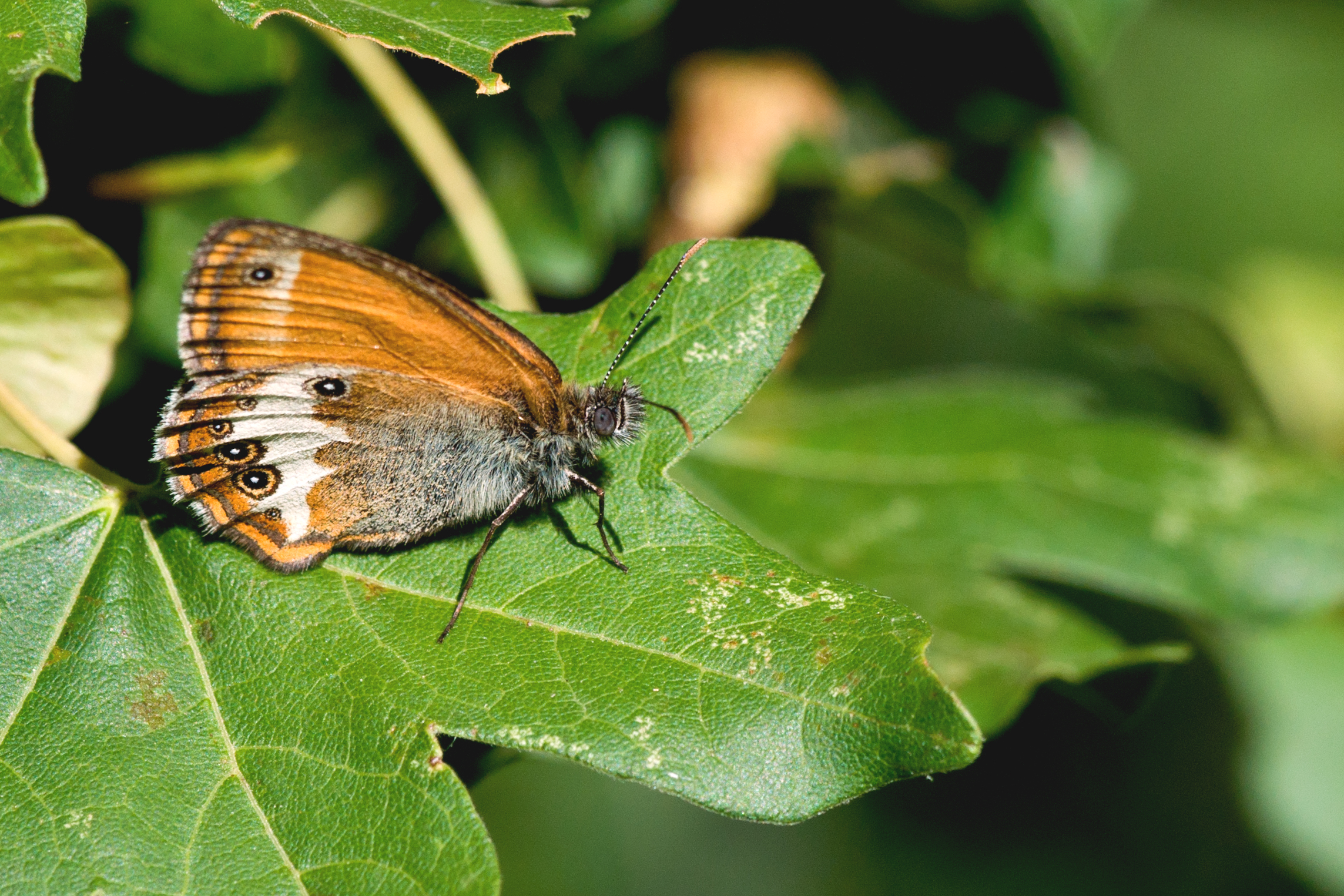
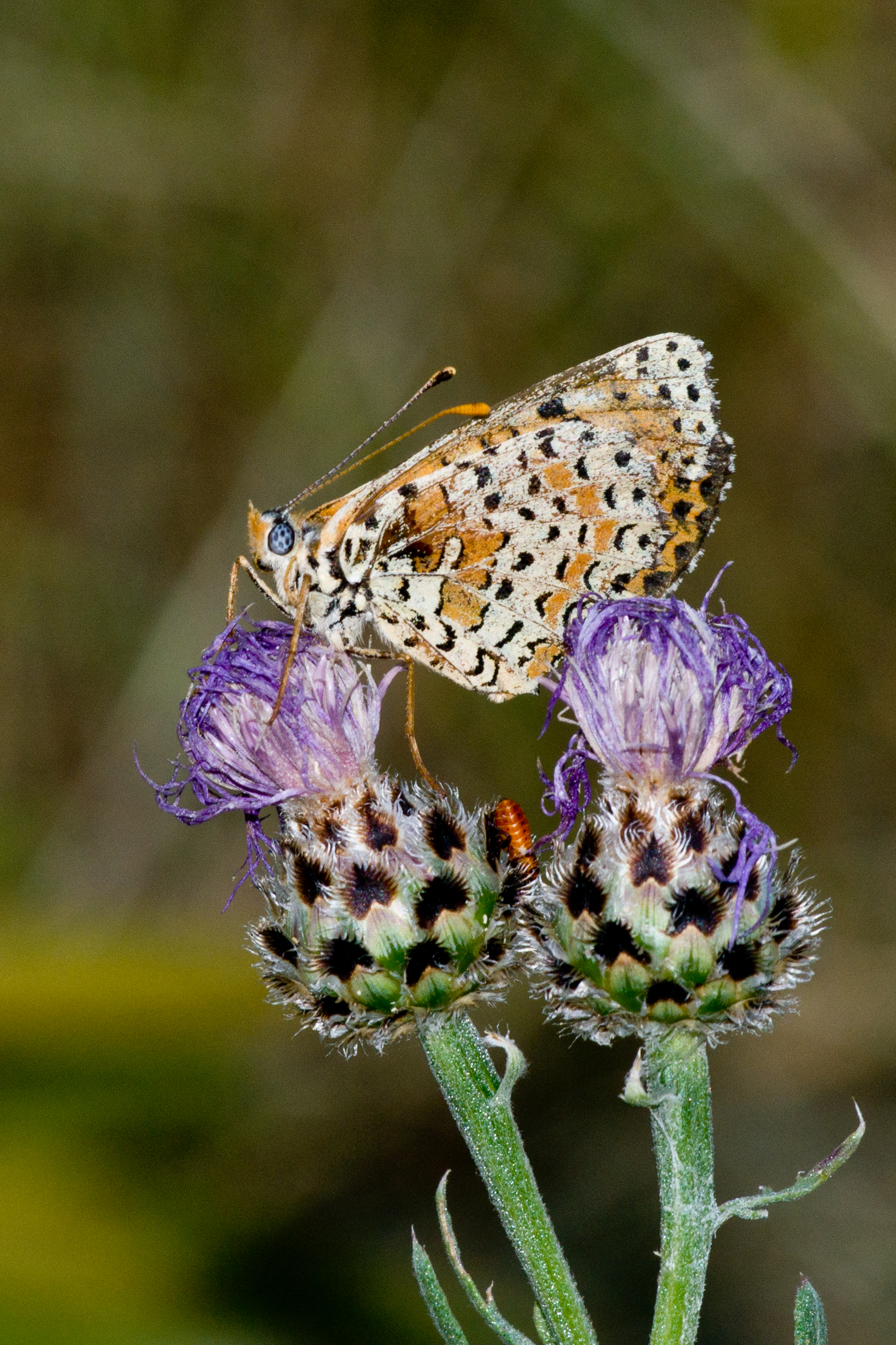
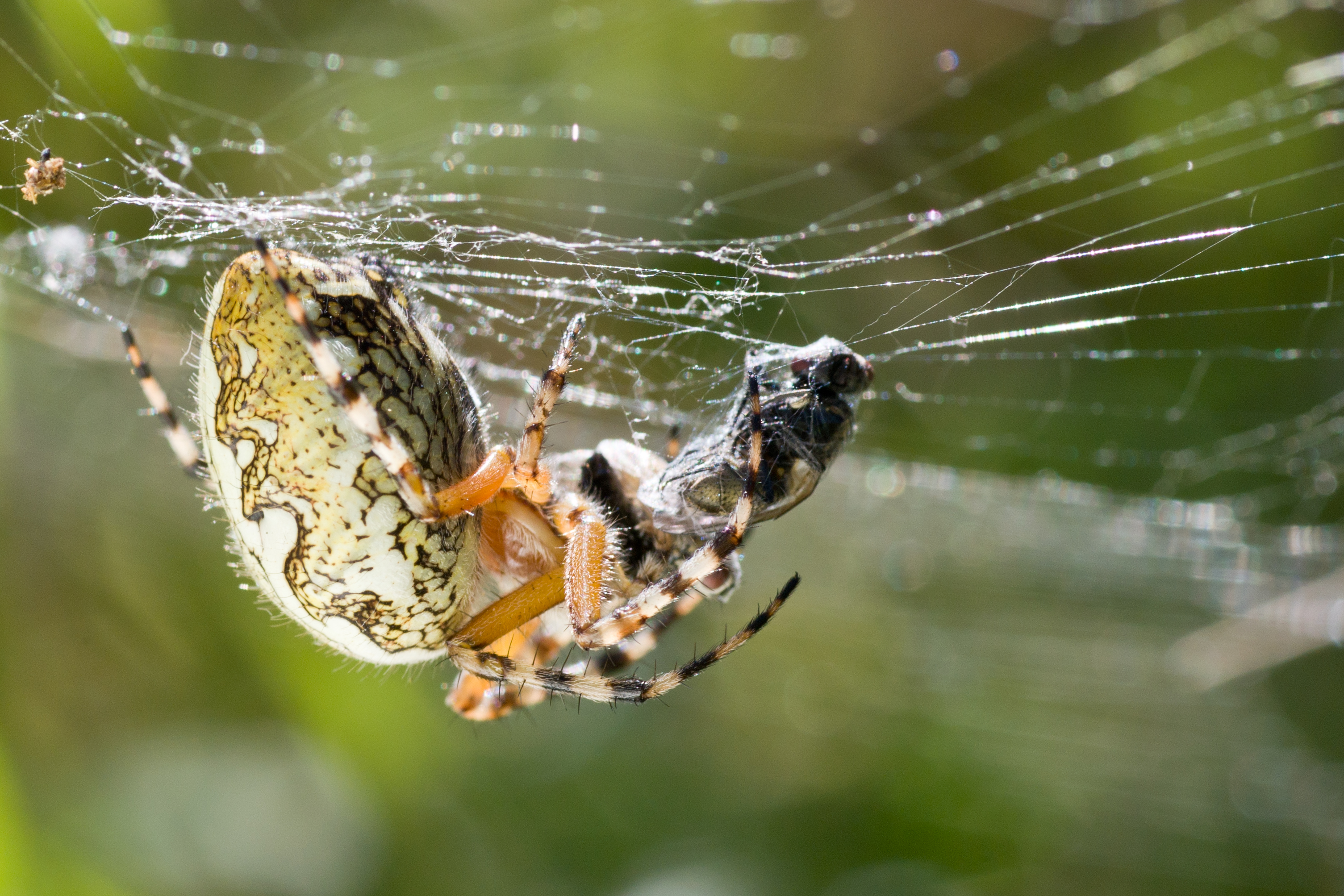
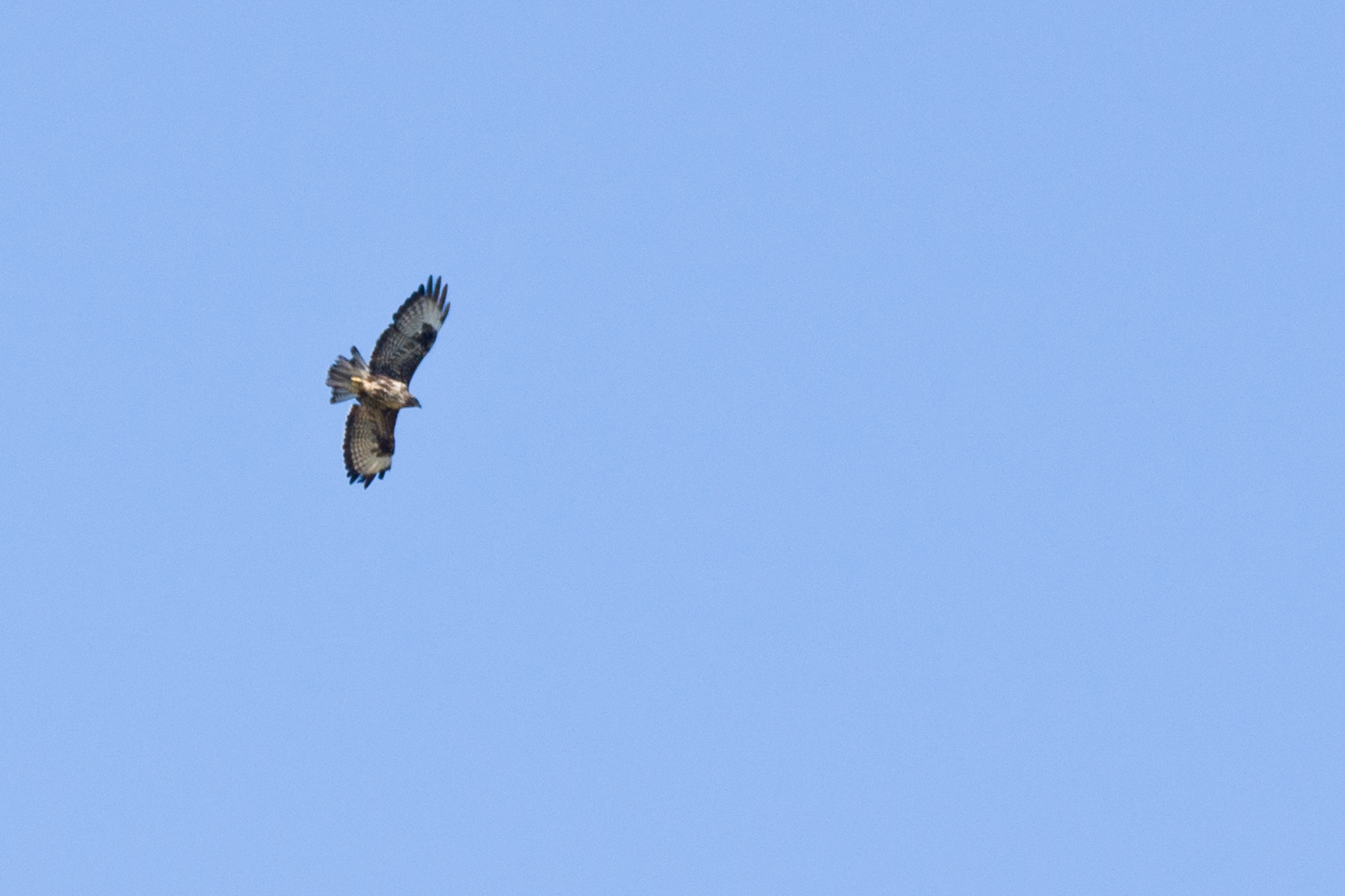
Poiana
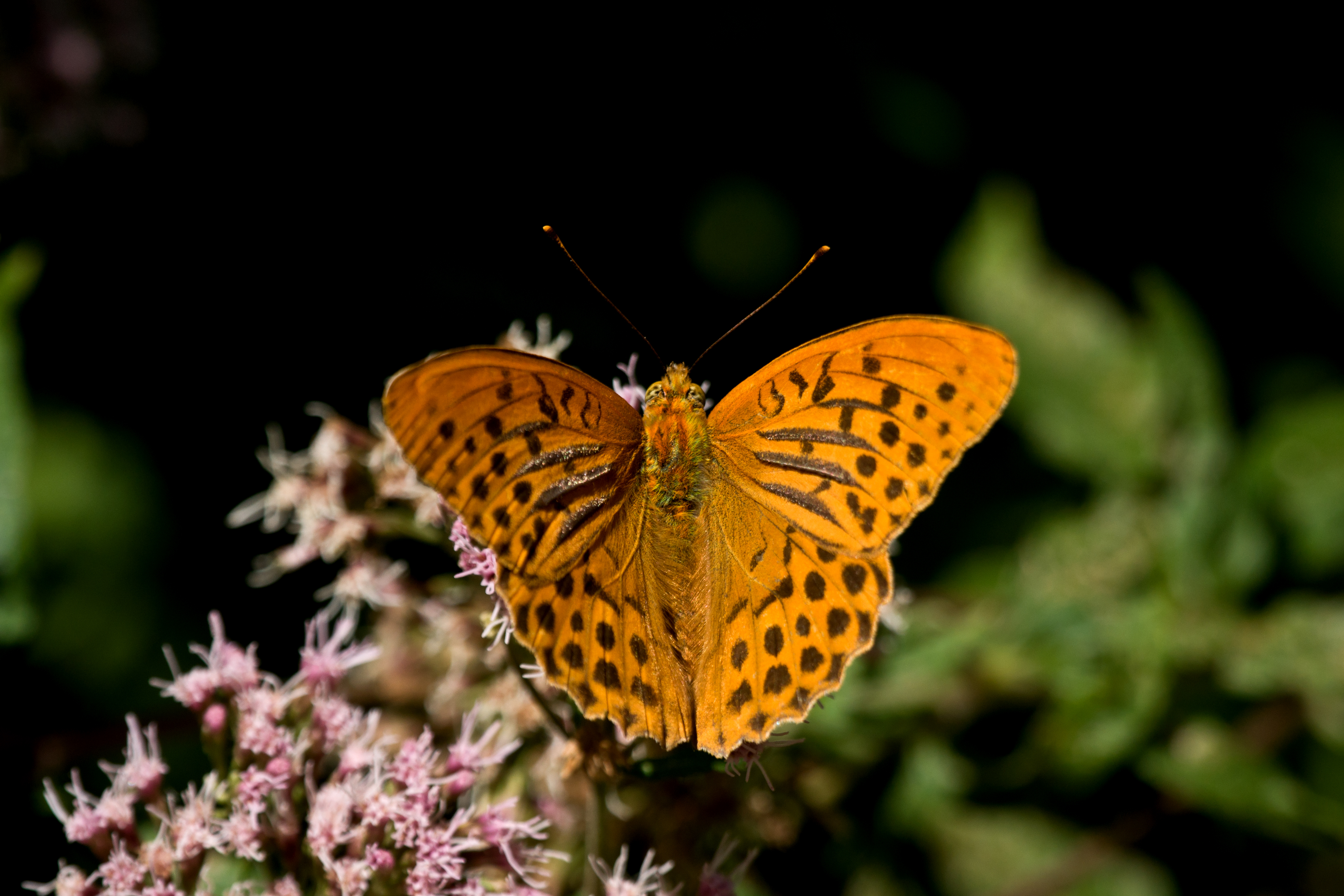

## Accessi
L'area è una riserva quasi totalmente integrale, per non pregiudicare i processi dinamici della popolazione floristica e faunistica e quindi le attività di studio ad essi connesse, perciò non vi si può accedere senza l'autorizzazione dell'ente gestore la quale viene rilasciata solo per motivi di studio, ricerca e didattici.
Sono in corso alcuni interventi finalizzati a dotare la Riserva di strutture idonee da destinare a sede e centro visite tra le quali la ristrutturazione del Casale Piscini, inoltre sono presenti sentieri con cartellonistica nell'idea di aprire l'area a scuole e gruppi a fini didattici.
Vi si arriva percorrendo la strada statale 209 e prendendo per le deviazioni di Fematre nei pressi di Visso oppure di Capodacqua a Pie' Casavecchia nel comune di Pieve Torina.